# Nella mente dell'ipnotista
Nella mente dell'ipnotista (titolo originale Stalker) è un romanzo giallo dello scrittore svedese Lars Kepler, pubblicato in Svezia nel 2014.
Il libro è il quinto della serie con protagonista l'ispettore di origini finniche Joona Linna, della polizia criminale di Stoccolma.
La prima edizione del romanzo è stata pubblicata nell'anno 2015  da Longanesi.

## Trama
La polizia di Stoccolma sta indagando su un misterioso serial killer che prima di uccidere le sue vittime, le filma all'interno della propria casa per poi inviare il video alla polizia stessa. Il marito di una delle vittime, l'unico che potrebbe sapere cos'è successo in casa sua, viene ritrovato sotto shock. Per capire cosa ha realmente visto, la polizia richiede l'aiuto di Erik Maria Bark, l'ipnotista più famoso di Svezia, già protagonista del primo episodio della serie. Durante le sedute di ipnosi emergeranno fatti che lo riguardano direttamente, collegandolo con le vittime. Per evitare che venga incriminato arriverà in suo aiuto il vecchio amico Joona Linna, ormai ex poliziotto a causa della sua scomparsa durata più di un anno e, per questo, dichiarato ufficialmente morto dalle autorità.

## Edizioni
- Lars Kepler, Nella mente dell'ipnotista, traduzione di Carmen Giorgetti Cima e Roberta Nerito, Milano, Longanesi, 2015. ISBN 978-88-304-4183-5.
- Lars Kepler, Nella mente dell'ipnotista, traduzione di Carmen Giorgetti Cima e Roberta Nerito, Milano, TEA, 2016. ISBN 978-88-502-4239-9.
- Lars Kepler, Nella mente dell'ipnotista, traduzione di Carmen Giorgetti Cima e Roberta Nerito, Milano, TEA, 2017. ISBN 978-88-502-4611-3.